# Лінійні кораблі класу «Рішельє»

"Рішельє" після модернізації 1943 року у США

Лінійні кораблі класу «Рішельє» - швидкі лінійні кораблі, побудовані для військово-морських сил Франції, що будувалися з 1930-тих по 1950-ті.

## Конструкція
Спочатку два кораблі були замовлені в 1935 у відповідь на італійське замовлення на лінійні кораблі типу «Літторіо» попереднього року. Конструкція «Рішельє»  засновувалася на конструкції попереднього типу французьких лінкорів «Дюнкерк», збільшеній у масштабах, аби розмістити більш потужні 380 мм гармати та броню, спроможну захистити їх від снарядів аналогічного калібру.  Для збереження водотоннажності кораблів в рамках, визначених Вашингтонською угодою, конструкція передбачала випробуване на попередньому типі концентроване розташування головного калібру: три чотиригарматні башти спереду. На них також були встановлені нові, більш компактні котли, що дозволило скоротити корпус (що, у свою чергу, знизило вагу необхідної броні) для забезпечення бажаної швидкості. Після замовлення Німеччиною двох лінійних кораблів типу «Бісмарк», Франція відреагувала замовленням другої пари «Рішельє», але модифікованої конструкції Перший, Clemenceau, отримав модифіковане допоміжне та зенітне озброєння, а на Gascogne друга башта головного калібру була перенесена на корму, були також здійснені інші зміни.

## Історія служби
Жоден з цих лінійних кораблів не був завершений до початку Другої світової війни. «Рішельє» був завершений незадовго до розгрому Франції у кампанії 1940 року, у той час як «Жан Бар» був поспішно добудований, аби він міг вийти в море вже під час зазначеної кампанії. Обидва кораблі врятувалися від захоплення німцями у французьких колоніях в Африці: «Рішельє» прибув у Дакар та «Жан Бар» до Касабланки. Роботи на Clemenceau та Gascogne зупинилися після того, як німці окупували Францію. У 1940 «Рішельє» був двічі атакований та пошкоджений британськими силами, які намагалися примусити команду приєднатися до Вільної Франції. «Жан Бар» був серйозно ушкоджений  американськими силами під час Операції «Смолоскип» у листопаді 1942 року. Після переходу африканських французьких колоній під контроль Вільної Франції, «Рішельє» доправили до США для ремонту та модернізації, у той час як «Жан Бар» залишився недобудованим. «Рішельє» активно служив разом з британським  Домашнім флотом на початку 1944 року, поки не був переданий на Східний флот того ж року. Там лінкор взяв участь у численних операціях проти японських сил на Індійському океані. Корабель взяв участь у церемонії капітуляції японського гарнізону Сінгапура по завершенню війни.
Після війни «Рішельє» взяв участь у початковому етапі кампанії з відновлення контролю над Французьким Індокитаєм перед поверненням до Франції, де її активність була досить обмежена на початку 1950-х. У цей період керівництво французьких ВМС дискутувало, чи варто добудовувати «Жан Бар» чи переробити його на авіаносець, врешті-решт відкинувши останню ідею. Лінкор врешті решт увійшов до складу флоту у 1955 року, після чого взяв участь у  операції «Мушкетер»  під час Суецької кризи у листопаді  1956 року. Втім вже у 1957 року  корабель був поміщений у резерв. Обидва лінкори використовувались як навчальні кораблі та плавучі казарми у 1960-тих; «Рішельє» проданий на утилізацію в 1968 та «Жан Бар» у 1970 році.